# Bansektion
Bansektion var en sektion, med avseende på banunderhållet och banbevakningen, av en för trafik öppnad järnväg, vid Statens Järnvägar ett distrikt, vilken förestods av en baningenjör. Sektionslängden – sällan över 250 kilometer – berodde på trafikens omfattning, bangårdarnas antal och storlek samt var kortare på huvudlinje och starkt trafikerad bandel än på bilinje och bandel med ringa trafik. Sektionen indelades i avdelningar, som förestods av banmästare. Statens Järnvägar omfattade 1904 27 bansektioner.